# Diego Occhiuzzi
Diego Occhiuzzi (Nápoly, 1981. április 30. –) olimpiai- és világbajnoki ezüstérmes, Európa-bajnok olasz kardvívó, jelenleg a Posillipo Napoli versenyzője.

## Sportpályafutása
A jobbkezes kardvívónak az edzője Leonardo Caserta. A vívó-világbajnokságokon kardcsapatban szerzett ezüst és két bronzérmet. Pekingben a 2008. évi nyári olimpiai játékokon tagja volt a bronzérmet szerző olasz kardcsapatnak. Élete legjobb egyéni eredményét a 2012. évi nyári olimpiai játékokon férfi kardvívásban érte el. Itt a döntőbe jutott és Szilágyi Áron ellen veszített, így végül az ezüstérmet szerezte meg.